# Rivière Verte (rivière de l'Orient)
Pour les articles homonymes, voir Rivière Verte.
La Rivière Verte coule d'abord dans la réserve faunique de Rimouski, puis dans les municipalités de La Trinité-des-Monts et d'Esprit-Saint, dans la municipalité régionale de comté (MRC) de Rimouski-Neigette, dans la région administrative du Bas-Saint-Laurent, au centre de la péninsule gaspésienne, au Québec, au Canada.
Le cours de la rivière Verte vers le nord-est, puis au sud-ouest, se situe entièrement en zone forestière. Le bassin versant de la rivière Verte n’est pas accessible par les routes forestières carrossables.

## Géographie
La Rivière Verte prend sa source à l'embouchure du lac Saint-Jean (longueur : 0,7 km ; altitude : 446 m), dans la réserve faunique de Rimouski, dans les monts Notre-Dame. Ce lac de tête est situé en zone forestière au sud du cours de la rivière Rimouski et au nord du cours de la décharge du Lac de l'Épinette Rouge lequel se déverse dans le Lac des Échos qui constitue le lac de tête de la rivière de l'Orient (un affluent de la rivière Touladi).
L’embouchure du lac Saint-Jean est située dans la partie ouest de la réserve faunique de Rimouski à :
- 2,5 km au sud-est de la limite de la municipalité de La Trinité-des-Monts (soit la limite nord-ouest) de la réserve faunique de Rimouski ;
- 14,0 km au nord de la frontière entre le Québec et le Nouveau-Brunswick ;
- 9,2 km à l'est de la confluence de la Rivière Verte ;
- 15,7 km à l'est de la confluence de la Rivière de l'Orient ;
- 14,4 km au nord-est de la limite nord-est de la MRC de Témiscouata.

La Rivière Verte coule sur 12,3 km répartis selon les segments suivants :
- 1,8 km vers le sud-ouest jusqu’à la décharge du lac du Canard (venant de l'est) ;
- 2,3 km vers l'ouest, en formant une courbe vers le sud, jusqu'à la décharge du lac de la Couronne (venant du sud) ;
- 1,6 km vers le nord-ouest, jusqu'à la limite de la municipalité de La Trinité-des-Monts ;
- 2,0 km vers le nord-ouest, jusqu'à la décharge du lac de la Montagne (venant du sud) ;
- 2,5 km vers le nord-ouest, jusqu’au pont de la route forestière ;
- 2,3 km vers le nord-ouest, puis le Sud-Ouest, jusqu'à la limite de la municipalité d'Esprit-Saint ;
- 2,3 km vers le sud-ouest, jusqu'à la confluence de la rivière[3].

La Rivière Verte se déverse sur la rive nord-est de la rivière de l'Orient dans la municipalité d'Esprit-Saint. Cette confluence est située à :
- 1,0 km au sud-ouest de la limite de la municipalité de La Trinité-des-Monts, de la MRC de Rimouski-Neigette ;
- 9,2 km au nord-est de la confluence de la rivière de l'Orient ;
- 50,9 km au nord-est de la confluence de la rivière Touladi ;
- 16,0 km au nord-est du centre du village de Lac-des-Aigles ;
- 28,8 km au nord-est du centre du village de Saint-Michel-du-Squatec.

## Toponymie
Le toponyme « Rivière Verte » a été officialisé le 5 décembre 1968 à la Commission de toponymie du Québec.